# Родни, Сизар Август
Сизар Огастас Родни (англ. Caesar Augustus Rodney; 4 января 1772 — 10 июня 1824) — американский политик и адвокат, 6-й генеральный прокурор США.

## Биография
Родился в семье Томаса Родни и Элизабет Фишер. Он был племянником Сизара Родни, подписавшего Декларацию независимости. После окончания Пенсильванского университета в 1789 году, он изучал право под руководством Джозефа Б. МакКина в Филадельфии и был принят в коллегию адвокатов в 1793 году. В течение следующих трёх лет он практиковал право в Уилмингтоне и Нью-Касле, штат Делавэр. Родни женился на Сюзан Ханн, дочери капитана Джона Ханна. Семья жила в доме «Cool Springs», расположенном в Уилмингтоне.
Родни шесть лет провёл в Палате представителей Делавэра, начиная с сессии 1797 года и до сессии 1802 года. Там он стал одним из лидеров партии Джефферсона. Воодушевленный последним, он вступил в борьбу за место в Палате представителей США против убеждённого федералиста Джеймса А. Байарда. Родни выиграл кампанию с перевесом в пятнадцать голосов.
Был членом Комитета Палаты представителей США по путям и средствам, и заслужил себе хорошую репутацию. В январе 1804 года был назначен в комиссию для подготовки статьи об импичменте Джона Пикеринга, судьи окружного суда Соединенных Штатов из Нью-Гемпшира. Пикерингу было предъявлено обвинение в поведении, недостойном судьи, а его оправдательный приговор был воспринят как укрепление независимости судебных органов. В декабре того же года Родни принимал участие в ещё одном похожем случае против Сэмюэля Чейза, младшего судьи Верховного суда Соединенных Штатов.
После отбывания одного срока в Палате с 4 марта 1803 года по 3 марта 1805 года, он был побеждён Байардом в кампании 1804 года. Оба человека, всегда энергичные политические оппоненты, оставались хорошими друзьями на протяжении всей своей бурной политической карьеры.
20 января 1807 года президент Томас Джефферсон назначил Родни генеральным прокурором США. Он служил в этой должности оставшуюся часть срока Джефферсона и в течение почти трёх лет в первом сроке президентства Джеймса Мэдисона. В качестве генерального прокурора Родни участвовал в качестве обвинителя во втором судебном процессе над бывшим вице-президентом Аарона Бёрром. Родни ушел в отставку 5 декабря 1811 года, недовольный тем, что его перевели на пост в Верховном суде США. Во время войны 1812 года он был капитаном стрелкового корпуса. Служил в Форт-Юнионе в Уилмингтоне, на канадской границе, и участвовал в защите Балтимора в 1814 году.
Родни вернулся в политику, трижды избираясь в Сенат штата Делавэр с 1815 по 1817 год. В 1820 году он снова был избран в Палату представителей, где проработал с 4 марта 1821 года до 24 января 1822 года, когда он ушёл в отставку после избрания в Сенат США. Он служил там только год, до отставки 29 января 1823 года, когда принял дипломатическое назначение.
Наряду с Джоном Грэмом и Теодориком Бландом, Родни был выбран президентом Джеймсом Монро в 1817 году для специальной дипломатической миссии в Южную Америку. Родни был назначен руководить комиссией для исследования вопроса о том, следует ли признать новообразованные южноамериканские республики. Он решительно выступал за такое признание и, с Грэмом, опубликовал свои выводы в 1819 году в качестве сообщений о нынешнем состоянии Соединённых провинций Южной Америки. Считается, что этот отчёт внёс большой вклад в размышления о политике, которая в конечном итоге стала выражаться в доктрине Монро. Это также привело к назначению Родни в 1823 году в качестве полномочного министра США в Аргентине. Он оставался на этом посту до своей смерти.